# شهاب الدين أبو سليمان أحمد بن عجلان بن رميثة الحسني
شهاب الدين أبو سليمان أحمد بن عجلان بن رميثة الحسني كان شريفًا لمكة المكرمة من عام 1361 إلى عام 1386 م.
وُلِد أحمد حوالي سنة 740 هـ (حوالي ق. 1339) لعجلان بن رميثة. وكان نائباً لأبيه في عهده مع ثقبة بن رميثة. وبعد أن عزل السلطان الناصر حسن عجلان وثقبة سنة 1359م، سُجن أحمد وأخوه كبيش في مصر مع والدهما. وأُطلق سراحهم سنة 762هـ (1361م) عندما أعيد تعيين عجلان في إمارة مكة. وعندما تولى عجلان الإمارة في أوائل شوال 762هـ (أغسطس 1361م) عُين أحمد وصيًّا مشتركًا. وفي سنة 774هـ (1372م) تنازل عجلان عن نصيبه من الإمارة لأحمد، وإن ظل اسمه يذكر في الخطبة إلى جانب اسم أحمد حتى توفي سنة 777هـ (1375م). وفي عام 780 هـ (1378/1379م) عيّن أحمد ابنه محمدًا أميرًا مشاركًا. تُوفي أحمد ليلة السبت 20 شعبان 788هـ (14-15 سبتمبر 1386م). دُفن في مقبرة المعلاة وبُني على قبره قبة.

## ملحوظات
1. ↑  كان عمره 48 سنة عندما تُوفي سنة 788 هـ.[1]

1. 1 2  Ibn Fahd 1988، صفحة 193.
2. ↑  Ibn Fahd 1988، صفحات 181–186.